# Купчишин Михайло Федорович
Михайло Федорович Купчишин (25 жовтня 1923, с. Слобода Мурафська (нині — Клекотина) Шаргородського району Вінницької області) — український краєзнавець.

## Біографічна довідка
Народився 25 жовтня 1923 року у селі Слобода Мурафська (нині — село Клекотина Шаргородського району Вінницької області).
Закінчив Вінницький енергетичний технікум та історичний факультет Одеського педагогічного інституту.
Трудову діяльність розпочав слюсарем-електриком на I Петровському цукрозаводі (Харківська область). Після війни працював на Бійському цукровому заводі (Алтайський край), потім два роки — інструктором Шаргородського району КП УРСР, на партійній роботі в Івано-Франківській області, де обирався депутатом і членом виконкому Богородчанської райради депутатів трудящих. Посідав відповідальні посади в ЦК КПУ, а після виходу у 1987 році на пенсію став заступником голови ради Організації ветеранів війни і праці України.

## Нагороди
- Ордени Вітчизняної війни I ступеня, Дружби народів, «Знак Пошани»,«За мужність».

- Медалі «За відвагу», «Захиснику Вітчизни» та інші,

- Почесна Грамота Президії Верховної Ради УРСР
- орден Богдана Хмельницького III ступеня[1]

## Праці
Написав і видав друге доповнення книги «Мурафа і Клекотина» (2009), книгу «Рід наш — цвіт наш» (2008) про рід Купчишиних, «Родовід Купчишиних» (2005), «В обіймах родичів» (2010), а також у співавторстві з А. Г. Мичаком написав книгу «Шаргородщина: сторінки історії» (2002), «Записки працівника Ради Організації ветеранів України» (2011), де описав про свою 25-річну роботу.

## Вшанування
Є почесним учнем місцевої школи у селі Клекотина, де йому присвячений стенд «Його ім'я повага огортає». Вулиця, де він народився, названа його іменем.

## Родина
Дружина: Інна Григорівна— відмінник народної освіти України. Померла у 1992 році.
Сини: Олександр (працює на дипломатичній роботі) та Євген (підприємець).